# Марк Публиций Маллеол
Марк Публи́ций Маллео́л (лат. Marcus Publicius Malleolus; III век до н. э.) — римский политический деятель из плебейского рода Публициев, консул 232 года до н. э. Его отец и дед носили преномен Луций
В 240 году до н. э. Марк Публиций был эдилом. Вместе со своим братом и коллегой Луцием он организовал поэтические состязания во время праздника Флоралий. В 232 году до н. э. он получил консульство; его коллегой стал патриции Марк Эмилий Лепид.